# Crioa niphobleta
Crioa niphobleta är en fjärilsart som beskrevs av Turner 1930. Crioa niphobleta ingår i släktet Crioa och familjen nattflyn. Inga underarter finns listade i Catalogue of Life.